# Наша людина в Гавані
«Наша людина в Гавані» (англ. Our Man in Havana) — роман англійського письменника Ґрема Ґріна у жанрі пародійного шпигунського детективу. Опубліковано 1958 року.

## Сюжет
Дія відбувається на Кубі часів останнього десятиліття Батисти. Скромний продавець пилососів Вормолд зненацька стає резидентом англійської розвідки. Щоб якось виправдати грошову винагороду, він починає вигадувати як агентів, яких нібито завербував, так і самі розвіддані: знявши креслення з розібраного пилососа та збільшивши масштаб, він видає їх за загадкові установки, що будуються в горах. На подив Вормолда, його фальшиві повідомлення сприймають серйозно — причому не тільки начальство, але й вороги. Вороги мають характерні ознаки німців, що виглядає як навмисний анахронізм (у ті роки нацистської Німеччини вже не було — події Другої світової війни згадуються в романі в минулому часі, і ні ФРН, ні НДР ще не грали самостійної зовнішньополітичної ролі, тим більше так далеко від своєї території).
Врешті-решт Вормолд зізнається в підробці, чим ставить керівництво розвідки в незручне становище — якщо його віддати під суд, це буде важкий удар по репутації всього розвідувального управління. У МІ-6 ухвалюють рішення вважати всі надані ним дані справжніми, а самого Вормолда звільнити з розвідки, присвоївши йому почесні звання та чималу винагороду. Разом з тим, закохану в нього зв'язкову Беатрис відправляють на нелегальну роботу на інший край світу.

## Персонажі
- Джеймс Вормолд — британець, представник фірми з виробництва пилососів; резидент англійської розвідки на Кубі.
- Міллі — дочка Вормолда.
- Доктор Гассельбахер — німецький лікар, друг Вормолда.
- Капітан Сегура на прізвисько «Кривавий Стерв'ятник» — офіцер кубинської поліції.
- Готорн — співробітник англійської розвідки; голова мережі в районі Карибського моря.
- Беатрис — співробітниця англійської розвідки, помічниця Вормолда.
- Картер — агент конкурентної розвідки.

## Історія створення та публікації
В автобіографічній книзі «Шляхи порятунку» Ґрем Ґрін розповів, як створювався роман «Наша людина в Гавані». За початковим задумом автора, дія мала відбуватися в Таллінні 1938 року. Після поїздок на Кубу Ґрін змінив місце дії. Прототипом Готорна став співробітник розвідки, під керівництвом якого служив Ґрін. Прототипом доктора Гасельбахера був ветеран Першої світової війни барон Шафт, котрий жив не на Кубі, а на Капрі. Сам Ґрін писав, що Вормолд немає прототипа, але його образ частково заснований на агенті на прізвисько Гарбо, з яким Ґрін працював під час Другої світової, коли служив під керівництвом Кіма Філбі в Португалії.

## Екранізація
1959 року роман екранізував Керол Рід. У ролі Вормолда знявся Алек Гіннесс.